# Papa Sabiniano
O Papa Sabiniano foi o 65º papa. Foi eleito em 13 de Setembro de 604 e morreu em 22 de Fevereiro de 606. Sucedeu ao Papa Gregório I.
Filho de Bono, nasceu em Blera (Bieda), perto de Viterbo. Em 593 foi enviado pelo Papa Gregório I com Núncio Apostólico a Constantinopla, mas parece não ter correspondido às expectativas do papa, por não ser suficientemente astuto para lidar com os Bizantinos.
Voltou a Roma em 597 e foi escolhido para suceder a Gregório I, tendo de esperar meses pela confirmação imperial. As dificuldades do seu pontificado passaram pela ameaça dos Lombardos e pela fome. Passada a ameaça, abriu os celeiros da Igreja e vendeu os cereais a altos preços, em vez de os distribuir gratuitamente, como fazia o seu antecessor e por isso ganhou fama de avarento.
Regularizou o som dos sinos para indicar ao povo as horas canônicas, o recolhimento e a oração. Decretou que as igrejas deveriam ficar com as lâmpadas sempre acesas.
Foi sepultado na Basílica de S. Pedro.